# Dragon Ball Z: Moetsukiro!! Nessen Ressen Chō-Gekisen
Dragon Ball Z: Broly - Siêu Saiyan huyền thoại (ドラゴンボールZ 燃えつきろ!!熱戦・烈戦・超激戦 Doragon Bōru Zetto Moetsukiro!! Nessen Ressen Chō-Gekisen) là bộ phim hoạt hình Dragon Ball Z thứ 8. Được sản xuất tại Nhật Bản vào ngày 6 tháng 3 năm 1993 và tại Hoa Kỳ vào ngày 26 tháng 8 năm 2003.

## Nội dung
Câu chuyện này bắt đầu tại một bữa ăn ngoài trời, khi một chiếc tàu lớn đến. Paragus, một trong số ít những người Saiyans sống sót đến. Ông mời Vegeta về cai trị một hành tinh mới tên là Vegeta. Vegeta ban đầu từ chối cho đến khi Paragus tấn công vào điểm yếu của Vegeta bằng cách khích Vegeta tiêu diệt Siêu Saiyan huyền thoại, người đã phá hủy hoàn toàn Nam Thiên Hà.
Gohan, Trunks , Krillin, Quy Lão Tiên Sinh và Urôn khởi hành với Vegeta trên con tàu của Paragus (ý định của Trunks là cố gắng ngăn chặn cha mình làm những điều điên rồ).
Trong khi đó, Goku đang phỏng vấn ở trường cùng với Chi-Chi. Cô ấy mong muốn Gohan được trường cho nhập học. Qua ý nghĩ, King Kai (Thần Vũ Trụ) thông báo cho Goku biết rằng Nam Thiên Hà đã bị tiêu hủy, lập tức Gôku sử dụng phép Dịch chuyển tức thời làm cho nhân viên của trường bối rối, còn Chi-Chi thì khó chịu. King Kai sau đó nói với Goku rằng một Super Saiyan (Siêu Xayda) đã phá hủy các hành tinh trong Nam Thiên Hà và yêu cầu Goku đến ngăn anh ta lại.
Goku tìm đến nơi còn để lại nguồn nội lực của Siêu Xayda hủy diệt, cư dân ở hành tinh đó đang phải làm nô lệ cho Paragus. Khi Goku đến hành tinh Vegeta thì gặp con trai của Paragus là Broly. Broly cảm giác rằng Goku có điều gì khiến hắn cảm thấy thù địch. Sự thực Broly chính là Siêu Saiyan hủy diệt mà Thần Vũ Trụ đã nói đến. Lúc được sinh ra ở Saiyan, Broly đã có chỉ số sức mạnh xấp xỉ 10.000 trong khi Kakarrot (Son Goku) chỉ có sức mạnh chưa đến 2 đơn vị. Vua của hành tinh Saiyan (bố của Vegeta) đã quyết định giết hai cha con Paragus vì mối lo ngại về sức mạnh của Broly. Khi Freeza cho nổ tung hành tinh Vegeta, sức mạnh của Broly đã cứu 2 cha con hắn thoát chết. Sức mạnh của Broly đã vượt qua khỏi tầm kiếm soát của cha hắn và ông ta phải làm một chiếc máy có hình dạng vòng đeo cổ để khống chế Broly. Khi nhận ra Broly chính là Siêu Saiyan hủy diệt, Goku đã quyết tâm tiêu diệt hắn.Nhưng vì Broly rất mạnh nên sau cùng Gôku phải nhờ những người bạn của mình tiếp thêm nội lực để có thể đánh bại hắn,ban đầu Vegeta không muốn truyền nội lực cho Goku vì mình là hoàng tử Saiyan nhưng sau đó đã đổi ý. Sau cùng,Goku rốt cuộc đã đánh bại được Broly.

## Lồng tiếng
| Nhân vật     | Seiyū           | Lồng tiếng                             |
| ------------ | --------------- | -------------------------------------- |
| Goku         | Nozawa Masako   | Sean Schemmel Stephanie Nadolny (Baby) |
| Gohan        | Nozawa Masako   | Stephanie Nadolny                      |
| Piccolo      | Furukawa Toshio | Christopher Sabat                      |
| Krillin      | Tanaka Mayumi   | Sonny Strait                           |
| Trunks       | Kusao Takeshi   | Eric (Johnson) Vale                    |
| Vegeta       | Horikawa Ryo    | Christopher Sabat                      |
| Bulma        | Tsuru Hiromi    | Tiffany Vollmer                        |
| Quy lão Kamê | Miyauchi Kôhei  | Mike McFarland                         |
| Chi-Chi      | Watanabe Naoko  | Cynthia Cranz                          |
| Oolong       | Tatsuta Naoki   | Bradford Jackson                       |
| Mrs. Brief   | Emori Hiroko    | Cynthia Cranz                          |
| Dr. Brief    | Yanami Joji     | Chris Forbis                           |
| Moa          | Kawazu Yasuhiko | Sean Teague                            |
| King Vegeta  | Satõ Masaharu   | Christopher Sabat                      |
| Broly        | Shimada Bin     | Vic Mignogna Cynthia Cranz (Baby)      |
| Paragus      | Kayumi Iemasa   | Dameon Clarke                          |
| King Kai     | Yanami Joji     | Sean Schemmel                          |
| Narrator     | Yanami Joji     | Kyle Hebert                            |

## Âm nhạc
- OP (Opening Theme)
  1. "CHA-LA HEAD-CHA-LA" (Chara Hetchara) (OP animation 1)
    - Lời: Mori Yukinojō, Nhạc: Kiyoka Chiho, Arrangement: Yamamoto Kenji, Thể hiện: Kageyama Hironobu
      - Lời bài hát
- ED (Ending Theme)
  1. バーニング・ファイト-熱戦・烈戦・超激戦- (Bāningu Faito --Nessen - Ressen - Chôgekisen-- Burning Fight: a Close, Intense, Super-Fierce Battle?)
    - Lời: Satõ Dai, Music: Kiyoka Chiho, Arrangement: Yamamoto Kenji, Thể hiện: Kageyama Hironobu và YUKA
      - Lời bài hát